# کاران کوندرا
کاران کوندرا (انگلیسی: Karan Kundra؛ زادهٔ ۱۱ اکتبر ۱۹۸۴) مدل، بازیگر سینما و بازیگر تلویزیون اهل هند است.
وی بازیگر فیلم‌هایی همچون مبارک، متشکرم که آمدید و ۱۹۲۱ نیز بوده‌است.